# Dave LaRue
Dave LaRue é um baixista estadunidense. Suas principais bandas são o Dixie Dregs e o Flying Colors, tendo também trabalhado com os guitarristas Joe Satriani, Steve Morse e John Petrucci e com o tecladista Derek Sherinian em sua banda Planet X. Estudou na Berklee College of Music, em Boston.

## Discografia

### Álbuns solo
- 1992 'Hub City Kid

### com Dixie Dregs
- Bring 'Em Back Alive  (1992)
- Full Circle  (June 7, 1994)
- California Screamin'  (February 1, 2000)

### com Steve Morse
- 1991 Southern Steel
- 1992 Coast to Coast
- 1995 Structural Damage
- 1996 StressFest
- 2000 Major Impacts
- 2002 Split Decision
- 2004 Major Impacts 2
- 2005 Prime Cuts – From Steve Morse's Magna Carta sessions (compilation)
- 2009 Out Standing in Their Field

### com Vinnie Moore
- 1999: The Maze
- 2001: Defying Gravity

### com T Lavitz
- 1984 Extended Play
- 1986 Storytime
- 1987 From the West

### com John Petrucci
- 2005 Suspended Animation
- 2020 Terminal Velocity

### com G3
- 2005 Live in Tokyo

### com Joe Satriani
- 2006 Satriani Live!

### com Flying Colors
- 2012 Flying Colors
- 2013 Live in Europe
- 2014 Second Nature
- 2020 Third Degree

### com Hammer of the Gods
- 2006 Two Nights in North America

### com Jordan Rudess
- 2004 Rhythm of Time

### Outras colaborações
- 1977 Mike Santiago & Entity - White Trees
- 1982 The Markley Band - On the Mark
- 1984 John Macey - Meltdown
- 1984 Stretch – Stretch
- 1986 Glen Burtnik - Talking in Code
- 1987 Scott Stewart & the Other Side - Scott Stewart & the Other Side
- 2002 Planet X - Live From Oz
- 2005 Balance II - Balance II

### DVD
- 2002 Steve Morse - Sects, Dregs & Rock 'n' Roll
- 2005 Steve Morse Band - Live In Baden-Baden Germany March 1990
- 2005 John Petrucci - G3 Live in Tokyo
- 2006 Hammer of the Gods - Two Nights in North America
- 2006 Joe Satriani - Satriani Live!